# Origines de la langue basque
Comme la grande majorité des peuples actuels, les Basques sont le résultat de diverses influences génétiques, culturelles et linguistiques, mais la question des origines de la langue basque se pose d'une manière particulière du fait de son caractère considéré jusqu'à présent comme isolé et pré-indo-européen, et ses différences structurelles par rapport à d'autres langues, qu'elles soient géographiquement proches ou non.
Après le développement de la linguistique historique comparative, des linguistes ont tenté de relier le basque à d'autres familles de langues en faisant des scénarios historiques, des chronologies ainsi que des comparatifs. Ces comparaisons, jugées du point de vue de la linguistique basque ou même d'un examen des principes de base de la comparaison linguistique traditionnelle, sont jusqu'à ce jour encore controversées.

## Origine préhistorique?
L'ancêtre du basque pourrait représenter la première langue parlée dans la majeure partie de l'Europe[réf. nécessaire].

### Juan Antonio Moguel
En 1800, dans son livre L'histoire et la géographie de l'Espagne illustrées par la langue basque (Historia y geografía de España ilustrada por el idioma Vascuence), Juan Antonio Moguel (es) (1745-1804) émet l'idée  que beaucoup de toponymes de la péninsule ibérique et du reste de l'Europe peuvent être étudiés et prendre du sens grâce au basque. Le fruit de ses études est une liste très longue de toponymes avec leur explication, ce qui lui fait affirmer l'existence dans la péninsule plusieurs langues apparentées entre elles et au basque actuel. Cette thèse est également soutenue par son contemporain le scientifique allemand Wilhelm von Humboldt (1767-1835), pour qui les Basques sont un peuple ibère. C'est encore la position de Koldo Mitxelena (1915-1987).

### José Miguel Barandiarán
Le chercheur José Miguel de Barandiarán Ayerbe (1889-1991) présente l'hypothèse de l'origine préhistorique de l'euskara après une analyse étymologique de divers mots basques décrivant clairement des instruments et des concepts propres à la préhistoire :
- Un exemple en est le mot aizkora[5] (« hache ») qui comporte la racine aiz signifiant « pierre » (avec gora « en haut »)[6]. Cet instrument était en pierre du paléolithique au néolithique puis en métal à partir du chalcolithique (d'abord en cuivre, puis en bronze et en fer). Cependant certains auteurs[Qui ?] pensent que ce mot serait apparenté au latin tardif (Isidore de Séville, VIIe siècle) asciola qui veut dire « petite doloire, hachette »[7],[8],[9].
- De même le mot arto (« millet », puis « maïs » après son introduction en Europe) aurait pour racine (h)artu qui signifie « cueillir ». Il s'agirait donc littéralement de « ce qui se cueille », indiquant une époque antérieure à l'agriculture. Cependant un lien serait aussi possible avec le grec artos qui désigne le pain[8].
- Les noms des arbres fruitiers typiques du pays sont désignés par le nom du fruit et l'indication -ondo ; le pommier s'appelle sagarondo et le poirier madariondo. En fait ondo signifie ici « tronc » (d'arbre), du latin fundus « fond, partie essentielle, base »[8],[10].

### Theo Vennemann
En 2003, le linguiste Theo Vennemann avance qu'il y a suffisamment d'indices toponymiques pour conclure que le basque est le seul survivant d'une plus grande famille qui s'étendait à travers la majorité de l'Europe, ainsi que le long du littoral atlantique, du Sénégal jusqu'aux îles Britanniques, et dont on retrouverait des traces, du wolof jusque dans les langues indo-européennes (plus récentes) en Europe. Néanmoins, la théorie de Theo Vennemann a été contestée par plusieurs linguistes qui ont montré que les racines reconstruites par Vennemann ne peuvent pas être identifiées à des racines originellement basques,,.

### Stephen Oppenheimer
Pour Stephen Oppenheimer, le basque serait issu de la culture magdalénienne dont l'expansion fait suite à l'adoucissement du climat en Europe 16 000 ans avant notre ère.

### Kalevi Wiik
En 2008, Kalevi Wiik considère que les candidats les plus plausibles pour les langues anciennes du refuge ibérique sont les langues basques. Selon lui, auparavant, plusieurs langues appartenaient à ce groupe linguistique, mais principalement en raison de la diffusion intensive des langues indo-européennes en Europe occidentale, la zone des langues basques s'est rétrécie depuis. Il estime alors probable que toute la côte atlantique était linguistiquement basque pendant le dernier maximum glaciaire (LGM) et les millénaires qui l'ont suivi. La zone était homogène également en ce qui concerne le système de subsistance et la génétique : les hommes étaient des chasseurs de rennes et leur principal haplogroupe du chromosome Y était l'haplogroupe R1b.
A contrario de la thèse de Kalevi Wiik, les études récentes en paléogénétique ont montré que la diffusion de l'haplogroupe R1b, prédominant en Europe occidentale aujourd'hui, comme dans le Pays basque, provient d'une migration massive depuis la steppe pontique et est considérée comme la source des langues indo-européennes,,.

## Thèse de l'isolat et critiques
Depuis le XIXe siècle, date des premières classifications, par typologie, la langue basque est classée comme isolat.
La langue basque a fait l'objet de nombreuses tentatives pour la lier par filiation à des langues proches et distantes, dans l'espace et dans le temps. Cependant, aucune d'entre elles n'a atteint les standards exigés par la méthode comparative, et surtout, elles n'ont pas atteint les objectifs de la comparaison diachronique; à savoir, de telles tentatives n'ont été d'aucune utilité lorsqu'il s'agit d'éclairer des aspects de la structure et de l'évolution de la langue. Par conséquent, elles ne sont pas admissibles par méthode comparative telle qu'elle a été développée dans des familles linguistiques véritablement établies,,.
Toutefois des travaux de plusieurs chercheurs, depuis le XXe siècle, rattachent le basque à d'autres familles linguistiques.
Depuis le XXe siècle, plusieurs chercheurs, dont Michel Morvan, John Bengtson, Eñaut Etxamendi rattachent la langue basque à des groupes de langues définis :
- origine indo-européenne (Eñaut Etxamendi)[23] ;
- origine eurasienne et, plus précisément, caucasienne et pré-indoeuropéenne (Michel Morvan)[24],[25] ;
- origines paléo-sarde[réf. nécessaire], ibères[réf. nécessaire], berbère[réf. nécessaire], kartvèle[réf. nécessaire], dravidienne[réf. nécessaire], paléo-sibérienne[réf. nécessaire], algonquienne[réf. nécessaire].

Certains rapprochements ont été faits avec d'autres langues :
- basque guti « peu, petit » = caucasien kut « id. » = dravidien guti « id. » = austronésien (waray) guti « id. » ;
- basque bizar, mitxar « barbe » = caucasien bisal « id. » = dravidien misal «id. » ;
- basco/aquitain gaba « gave » = caucasien qav « ravin » = dravidien kavi « vallée encaissée » = japonais kawa/gawa « rivière » ;
- basque khe « fumée » = caucasien du nord khe « id. », et même hokan qhe.

### L'isolat
En 1994, Merritt Ruhlen écrit : « Le basque (...) est un exemple bien connu d'isolat linguistique, c'est-à-dire de langue dépourvue de parents proches. Il s'agit donc d'une famille comprenant une seule langue. Cela ne veut pas dire qu'il n'existe pas de langues parentes du basque, mais seulement que celui-ci n'a pas de parents proches du genre de ceux dont nous nous sommes occupés jusqu'à maintenant ». Il reconstitue 27 racines d'une langue supposée « originelle » (pages 233 à 271), le basque y apparaît neuf fois et ne fait partie d'aucune autre famille que la sienne. Par ailleurs, il rapporte dans son ouvrage les travaux de plusieurs chercheurs qui rattachent la langue basque à des familles de langues précises (pages 85, 87, 159, 173, 181-182, 207-208, 210, 234-235).

Les neuf racines « originelles » où le basque apparaîtrait sont :
- *cun(g)a « nez ; sentir » : basque su-dur « nez », sun-da « sentir »,
- *kati « os » : basque gar-khotx(e) « nuque » (avec gara « crâne »),
- *kuan « chien » : basque haz-koin « blaireau » (littéralement « ours-chien »),
- *maliq'a « sucer, téter, allaiter ; poitrine » : basque milika « lécher »,
- *mana « rester (sur place) » : basque min « placer, installer »,
- *mena « penser (à) » : basque mun « moelle », munak (pluriel) « cerveau »,
- *par « voler (dans les airs) » : basque pimpirina « papillon » (dérivé de *pir-pir-),
- *puti « vulve » : basque poto-rro « pubis ; vulve »,
- *tsuma « poil, cheveux » : basque zam-ar(r) « flocon de laine ; tignasse ».

En 2003 à Bayonne, Beñat Oyharçabal, lors d'une conférence à l'Institut Culturel Basque, dit que les hypothèses basco-ibérique, basco-chamito-sémitique, basco-caucasique et la théorie des substrats n'ont pas été jugées suffisamment crédibles pour faire évoluer la thèse de l'isolat.
En 2005, Joseba Lakarra, dans un article intitulé Protovasco, munda y otros: Reconstrucción interna y tipología holística diacrónica et en 2017, parle du basque comme d'une langue isolée.
En mai 2019, dans le magazine La Recherche, les linguistes Eneko Zuloaga et Borja Ariztimuño, de l'Université du Pays basque (Espagne), écrivent « L'euskara est bien un isolat linguistique. ».
Plus généralement, les tentatives de comparaison et de rattachement à d'autres familles linguistiques ne prennent le plus souvent en compte que les aspects morphologiques, sans tenir compte du caractère exceptionnel de la grammaire du basque, langue agglutinante et ergative, comme ne le sont aussi que de très rares langues, telles que l'abkhaze ou le groenlandais[réf. nécessaire].

### Critiques de l'isolat et thèses d'une langue non isolée
Depuis le XXe siècle, plusieurs auteurs et chercheurs contestent la thèse de l'isolat de la langue basque, parmi ceux-ci nous pouvons citer :
Eñaut Etxamendi qui suggère que la langue basque est d'origine indo-européenne, qu'elle ne constitue donc pas un isolat et il précise qu'il est le seul à avoir comparé cette langue à celles du groupe indo-européen,.
Michel Morvan qui écrit que son origine est la « piste sino-caucasienne »,.
D'autres auteurs, cités par Merritt Ruhlen dans son ouvrage L'origine des langues, dont Sergueï Starostine, Marr, Strombetti, Bouda, Dumézil, Dzidziguri, Nikolaïev, Bengtson, Greenberg, Shevoroshkin, ont rattaché la langue basque à des groupes de langues définis.

#### Origine indo-européenne
Cette thèse existe depuis le XIXe siècle et elle a été relancée en 2007 par Eñaut Etxamendi Gueçainburu.
Robert Elissondo écrit en 2017 : « Pourquoi la plus ancienne langue indo-européenne est-elle toujours vivante ? ».
Les linguistes Eneko Zuloaga et Borja Ariztimuño écrivent en 2019 : « L'euskara est bien un isolat linguistique. L'hypothèse d'une origine indo-européenne de la langue basque a été écartée parmi les bascologues. La thèse que vous évoquez n'atteint pas les exigences minimales établies en linguistique historique. ».

#### Origine sino-caucasienne
En 1996, le bascologue et étymologiste français Michel Morvan a écrit un ouvrage sur les origines linguistiques du basque. Après cet ouvrage, cet auteur a écrit un article ayant pour titre Le basque, langue eurasienne publié en 2008 où il présente la langue basque comme étant d'origine eurasienne pré-indoeuropéenne au même titre que les langues caucasiennes du nord-est ou les langues sibériennes qu'il considère comme les plus proches parentes du basque,. Dans cette étude il écrit également ceci sur l'origine de la langue basque : « la piste sino-caucasienne est bonne ». Il explique que les anciennes langues parlées en Eurasie (basque, certaines langues du Causase, etc.) ont été submergées par l'arrivée des langues indo-européennes et donc qu'il est vain de vouloir rattacher le basque à telle ou telle autre langue avec une entière certitude au vu de la profondeur du substrat eurasien, ceci n'excluant toutefois pas la mise en évidence de liens de parenté révélateurs d'une origine commune entre ces anciennes langues eurasiennes ou au moins une partie d'entre-elles.
Dans cette étude Michel Morvan cite également les travaux de Sergueï Starostine. Il rapporte que, dans sa forme originelle, le basque pourrait remonter au paléolithique supérieur et il estime que cette langue est très stable dans le temps ce qui peut faciliter ainsi des comparaisons.
Selon lui l'erreur est d'avoir voulu rattacher le basque à une famille de langues traditionnelle bien délimitée. À cause de cette erreur s'est développé le dogme excessif du basque langue complètement isolée. Sur ce sujet l'américain John Bengtson donne aussi à la langue basque une origine commune avec des langues du Caucase (langues du nord-est du Caucase précise Michel Morvan).

#### Origine dené-caucasienne et caucasienne
Pour des articles plus généraux, voir Langues dené-caucasiennes et Langues caucasiennes.
La théorie caucasienne s'est développée dès le XIXe siècle et pendant tout le XXe siècle.
Différents auteurs dont Sergueï Starostine, Marr, Strombetti, Bouda, Dumézil, Dzidziguri, Nikolaïev, Bengtson, Greenberg, Shevoroshkin, ont rattaché la langue basque à des groupes de langues définis dont les langues caucasiennes et particulièrement le géorgien.

#### Origine ibère
Cette thèse rapproche le basque de cet ensemble de langues anciennement parlées dans la péninsule Ibérique : de nombreuses similarités et des recoupements territoriaux importants, de part et d'autre des Pyrénées, permettent ce rapprochement selon lequel les langues ibères formeraient elles-mêmes un isolat[source insuffisante].
Dans une conférence organisée en 2003 à Bayonne par Beñat Oyharçabal au sein de l'Institut Culturel Basque, celui-ci écrit que l'hypothèse basco-ibérique n'a pas été jugée suffisamment crédible pour faire évoluer la thèse de l'isolat.

### Parentés entre basques, paléo-sardes et ibères
Strabon, qui affirma au Ier siècle av. J.-C. (c'est-à-dire quand la langue ibère était encore parlée dans la péninsule) que les Ibères et les Aquitains étaient semblables physiquement et qu'ils parlaient des langues similaires.
Cette hypothèse met en évidence que la zone d'expansion passée du proto-basque était bien plus étendue que celle du basque actuel.
L'aire géographique où l'on note des toponymes apparentés au basque est large : Kantae Niskae (Amélie-les-Bains), rivière Muga (Catalogne), Ibie (Ardèche), Ura (Gard), Rio Ibias (Asturies), Rio Eo (Asturies), Val d'Aran, Tarazona, Teruel. Le basque fut parlé dans les comtés catalans de Pallars et de Ribagorce jusqu’au IXe siècle. Encore au XIVe siècle, on interdisait par édit municipal de parler basque au marché de Huesca.
Les travaux de E. Blasco Ferrer sur la toponymie paléosarde ont mis en exergue des liens étroits entre la langue basque et une langue parlée en Sardaigne avant la romanisation.

### Parentés avec des langues africaines et asiatiques

#### Parenté avec le berbère
Cette thèse situe l'apparition de la langue basque avec l'arrivée de certaines troupes berbères de Hannibal Barca estimées à 20 000 hommes qui en 218 av. J.-C. décidèrent de l'abandonner et de ne pas l'accompagner dans sa marche vers Rome depuis Carthage. La théorie est soutenue par quelques historiens espagnols[Lesquels ?] qui se fondent sur certaines similitudes linguistiques avec l'amazigh parlé au Maroc, aux îles Canaries, en Algérie, en Tunisie et en Lybie.

#### Parenté avec le japonais
De nombreuses ressemblances avec les langues japoniques existent,,, et ont intrigué les linguistes.

#### Parenté avec le dogon
En 2013, Jaime Martín Martín tend à soutenir dans son livre Un enigma esclarecido: el origen del vasco ("Une énigme éclaircie: l'origine du basque"), que le basque s'apparente au dogon, une langue parlée actuellement par environ 600 000 personnes, principalement au Mali, mais aussi au Burkina Faso,. Jaime Martin a comparé le basque et le dogon, tant au niveau de la structure que du vocabulaire et a observé « des ressemblances entre les deux langues dans la forme et dans le sens », convaincu que ces ressemblances « ne pouvaient pas être dues au hasard ». Il a comparé 2 247 mots, observant des ressemblances parmi 1 633 d'entre eux, soit 70 %. Selon lui, l'hypothèse d'une parenté entre deux langues prend force à partir de 50%.
Selon Xabier Kintana, qui a vivement critiqué l’ouvrage, ça n’aurait « ni queue ni tête » et ne comparerait que des mots, comme soro (champ), dont l'origine est latine.
Pour la linguiste Asya Pereltsvaig, les preuves présentées à l'appui du lien basque-dogon par Martín ne sont pas « qualitatives » : Martín compare les aspects structurels et lexicaux du basque et du dogon et affirme que les deux langues sont très semblables, la seule différence étant que le dogon « n'a pas de déclinaison ni de sujet ergatif ». Asya Pereltsvaig fait observer que « ce sont toutefois des différences majeures ». « Le dogon, sans marquage de cas ni alignement ergatif, ressemble beaucoup plus au chinois, d’autant plus que les deux langues (ou familles de langues) sont également tonales. Le basque, en revanche, n’est pas tonal, ce qui constitue une autre différence majeure entre lui et le dogon ». Enfin, l'argument selon lequel « trois des quatorze dialectes dogon montraient exactement le même ordre de mots dans la phrase » que le basque, est, selon Asya Pereltsvaig, un très mauvais élément de preuve. Le basque est une langue SOV stricte, mais l’ordre SOV est l’ordre linguistique le plus courant et représente près de 45 % des langues du monde[réf. à confirmer].

#### Parenté avec l'égyptien ancien, le groupe dravidien et celui sénégalo-guinéen
Selon Lilias Homburger, le basque, étant une langue agglutinante est plus proche de l'égyptien ancien, des langues dravidiennes (parlées aujourd'hui en Inde du Sud), et des langues africaines du groupe sénégalo-guinéen (wolof, sérère, peul), que des langues indo-européennes. Ce qui laisse penser qu'au Néolithique, avant l'extension de l'indo-européen commun, les langues agglutinantes recouvraient probablement l'Afrique du Nord, l'Europe méridionale et l'Asie.

## L'euskarisation tardive
Selon cette hypothèse, les premiers « bascophones » seraient des Aquitains qui se seraient « superposés » aux habitants « vascons » romanisés dès le Ier siècle, dans une migration continue jusqu'au Ve siècle. Cette théorie de l'« euskarisation tardive de la dépression basque » est due à des historiens, des linguistes et philologues tels que Francisco Villar, Claudio Sánchez-Albornoz et Manuel Gómez-Moreno.
Le linguiste Koldo Mitxelena opposa de nombreux contre-arguments, mais les études de sépultures, et plus particulièrement de corps de morphologie aquitaine s'y trouvant, renvoient à une migration importante datée des Ve et VIe siècles, ce qui donne de nouvelles perspectives à cette hypothèse, d'autant qu'on ne trouve la trace écrite d'aucune invasion autre que celle des Huns et des Germains durant ces deux siècles. Les prospections faites indiquent que des vestiges d'installations celtiques apparaissent au-dessus d'une première « coupe » indigène. Ces différentes cultures ont cohabité, avec cependant une suprématie sociale des Celtes. Ces indo-européens se superposeront de façon étendue et profonde au substrat prénéolithique antérieur, mais seront ensuite débordés par la présence aquitaine.
Au printemps 2006, des inscriptions en euskara datées entre les IIIe et VIe siècles furent découvertes dans l'oppidum romain de Iruña-Veleia (Alava). La datation est à confirmer, mais ces inscriptions, qui pour certains renforcent cette théorie et pour d'autres la remettent en question, se trouvent dans les restes d'une habitation du Ve siècle, découverte avec d'autres vestiges dans la vallée du Cidacos, dans la communauté autonome de La Rioja.
Dans tous les cas, une migration aquitaine n'indique pas s'il y a eu ou non des Basques dans le lieu d'arrivée, ni n'explique leurs origines si l'on ne résout pas en même temps la précédence des Aquitains. Certains[Qui ?] considèrent ceux-ci comme basques, qui, dans le cadre de l'origine paléolithique des Basques (5e hypothèse de cet article), procèdent de la sédentarisation de groupes humains sur l'arc atlantique au temps de la dernière glaciation.[réf. nécessaire]